# Архангельское-Тюриково

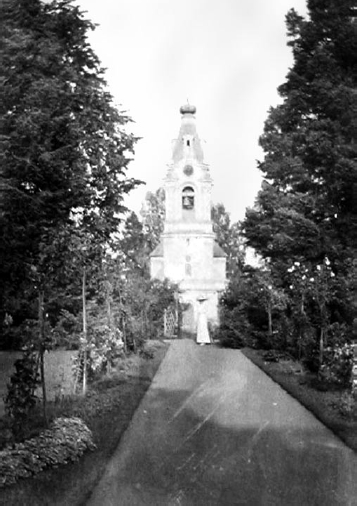
Церковь Успения Пресвятой Богородицы

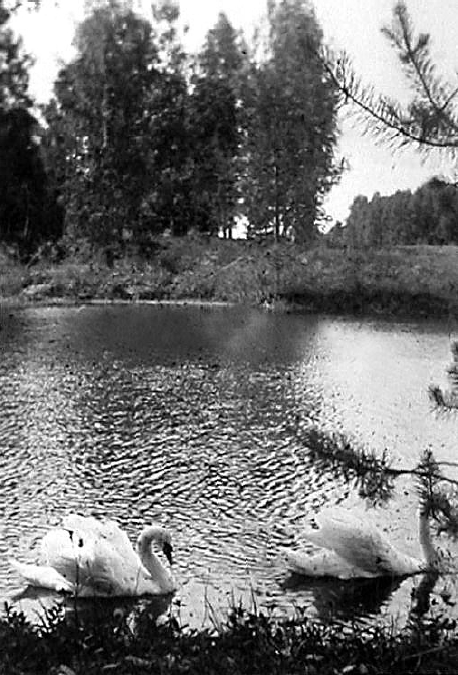
Пруд в XIX веке

Архангельское-Тюриково — памятник садово-паркового искусства «Усадьба Архангельское-Тюриково».

## Географическое расположение
Памятник садово-паркового искусства «Усадьба Архангельское-Тюриково» находится в районе «Северный» Северо-Восточного округа столицы, около церкви Успения Пресвятой Богородицы. Площадь — 10,17 га. Южнее и севернее расположены изолированные участки природного заказника «Северный».

## История

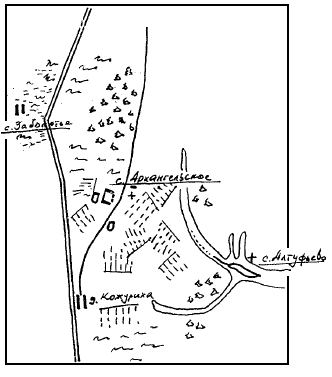
План 1763 года

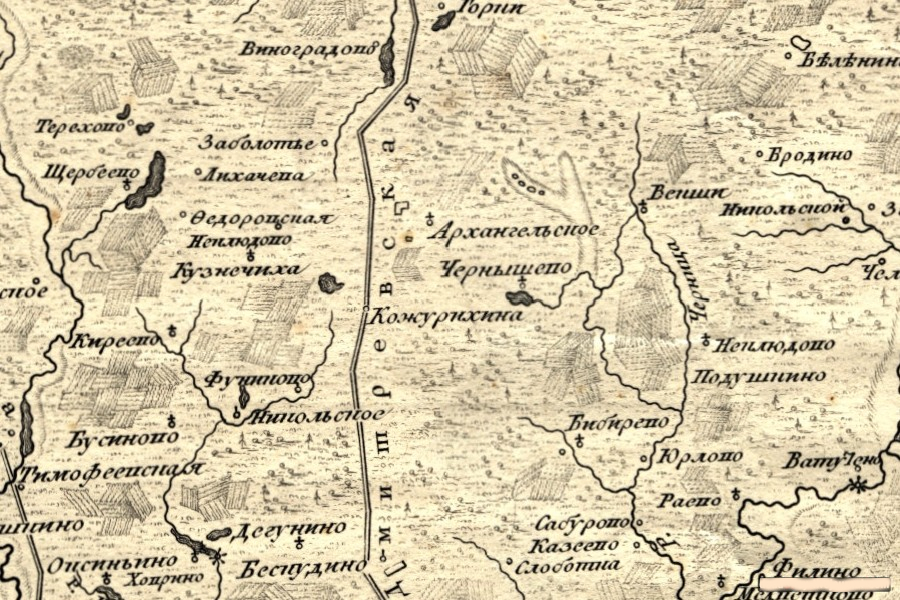
План 1766 года

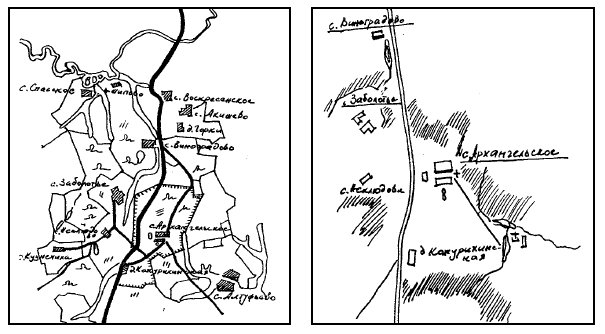
План 1798—1812 года

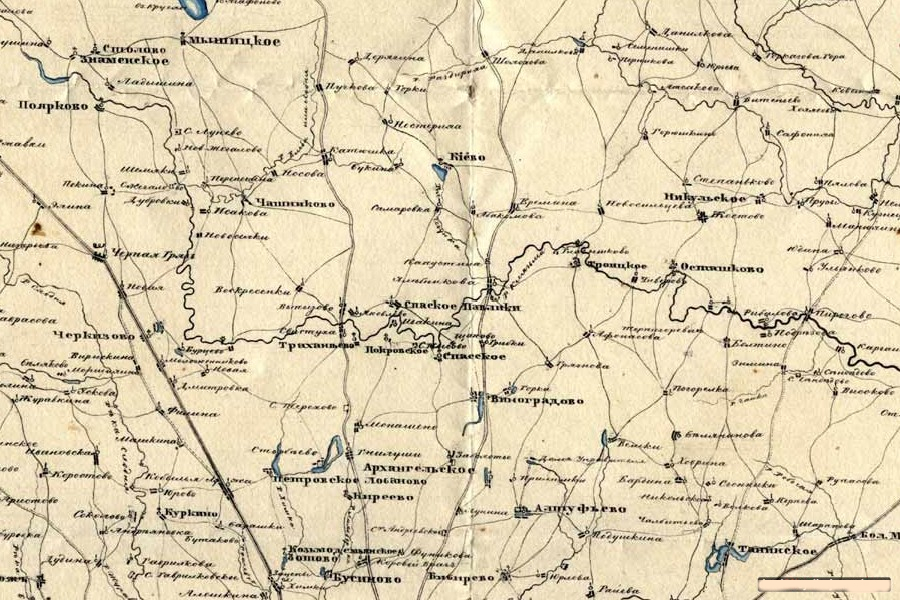
План 1849 года

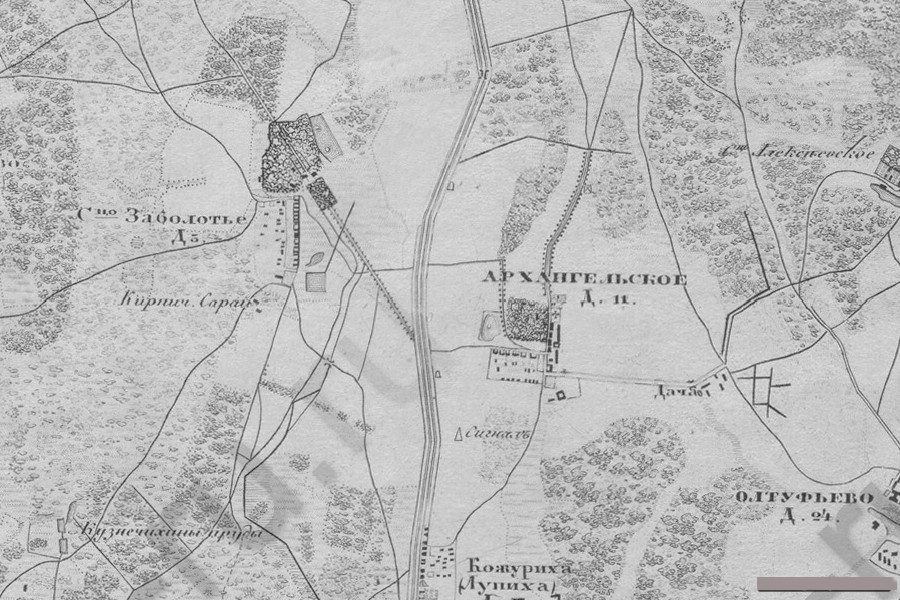
План 1878 года

Первое упоминание об усадьбе Архангельское-Тюриково датируется XVI веком. В XVI веке царь Иван Грозный подарил деревню опричнику за заслуги, он построил здесь одноэтажный дом. Среди будущих хозяев были: Годуновы, Юсуповы, Куракины.
Также была семейная церковь Успения Пресвятой Богородицы, она была сначала из дерева. В 1758 году построена церковь, выдержанная в стиле барокко, и колокольня.
В XIX веке у главного дома построены фонтаны, беседки и посажен плющ. Для ухода за парком нанят штат садовников. Кроме ухода за парком в их обязанности входило поиск редких деревьев и кустарников из разных стран и их перевозка в усадьбу.
В 1917 году церковь Успения Пресвятой Богородицы и главный дом разрушены. В 1992 году церковь реконструировали. При раскопках в усадьбе найдены статуя греческой богини и патефон.
В XXI веке окрестности усадеб Архангельское-Тюриково, Виноградово и Заболотье вошли в коттеджные посёлки Северная Слобода и др.. В частности, собственно Северная Слобода и Северная Слобода-2 примыкают к территории усадебного парка с запада и севера, коттеджный поселок Архангельское-Тюриково с востока, с юго-востока построен 1-1 микрорайон района Северный СВАО.

## Флора
На участке усадьбы было три пруда: Верхний, Средний и Нижний. К XXI веку первые 2 пруда исчезли.
На территории распространены: ясени, средний возраст которых 200 лет, дубы, вязы, клёны, сосны, лиственницы. Украшением парка являются старейшие и специально огороженные два 350-летних дуба и клён серебристый, возле которых установлены таблички с описанием истории появления этих исполинских деревьев в парке.
Сохранилась часть парка, окружающая пруд и продолжающаяся к востоку, до церкви и места, где стоял усадебный дом. От зарослей к юго-западу от церкви (на месте усадебного дома) просматривалась аллея, спускающаяся к пруду. В парке сохранились чаши фонтанов.
В 2020-2022 годах проведена реставрация и благоустройство парка, восстановлены элементы декора, проложены аллеи и пешеходные дорожки с плиткой, установлены скамейки для отдыхающих, устроен терренкур вокруг озера.

## Кинематограф
Виды Архангельское-Тюриково запечатлены в фильме «Семнадцать мгновений весны», оттого местные жители называют его «Баварский лес».

## Транспорт
Ближайшее метро «Физтех», от него сюда 5 минут пешком. Рядом проходят также автобусы, обслуживающие соседний 1-й микрорайон района Северный, выстроенный к югу от усадебной территории.

## Галерея 2023 года

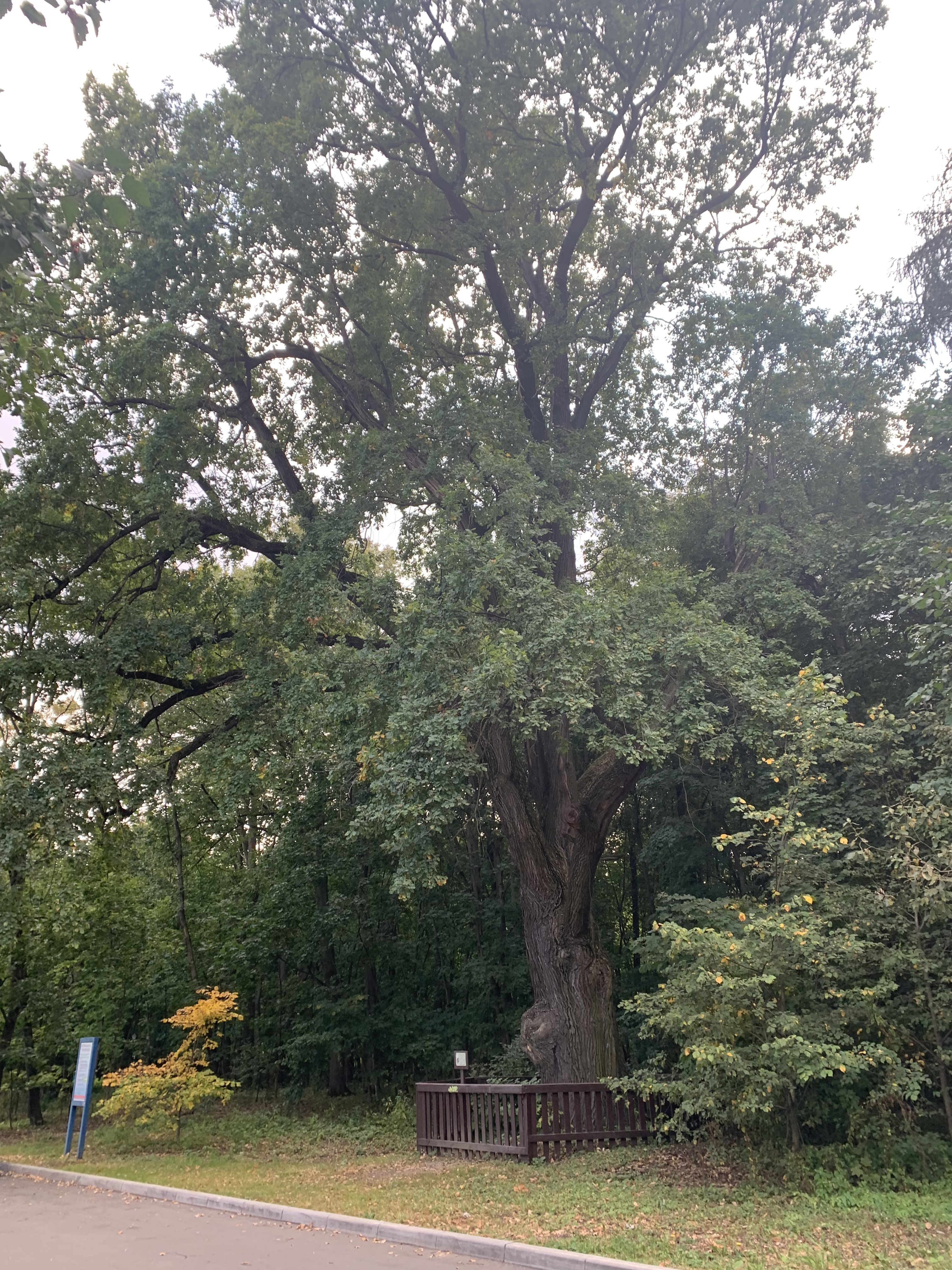
350-летний старейший дуб в усадьбе Архангельское-Тюриково
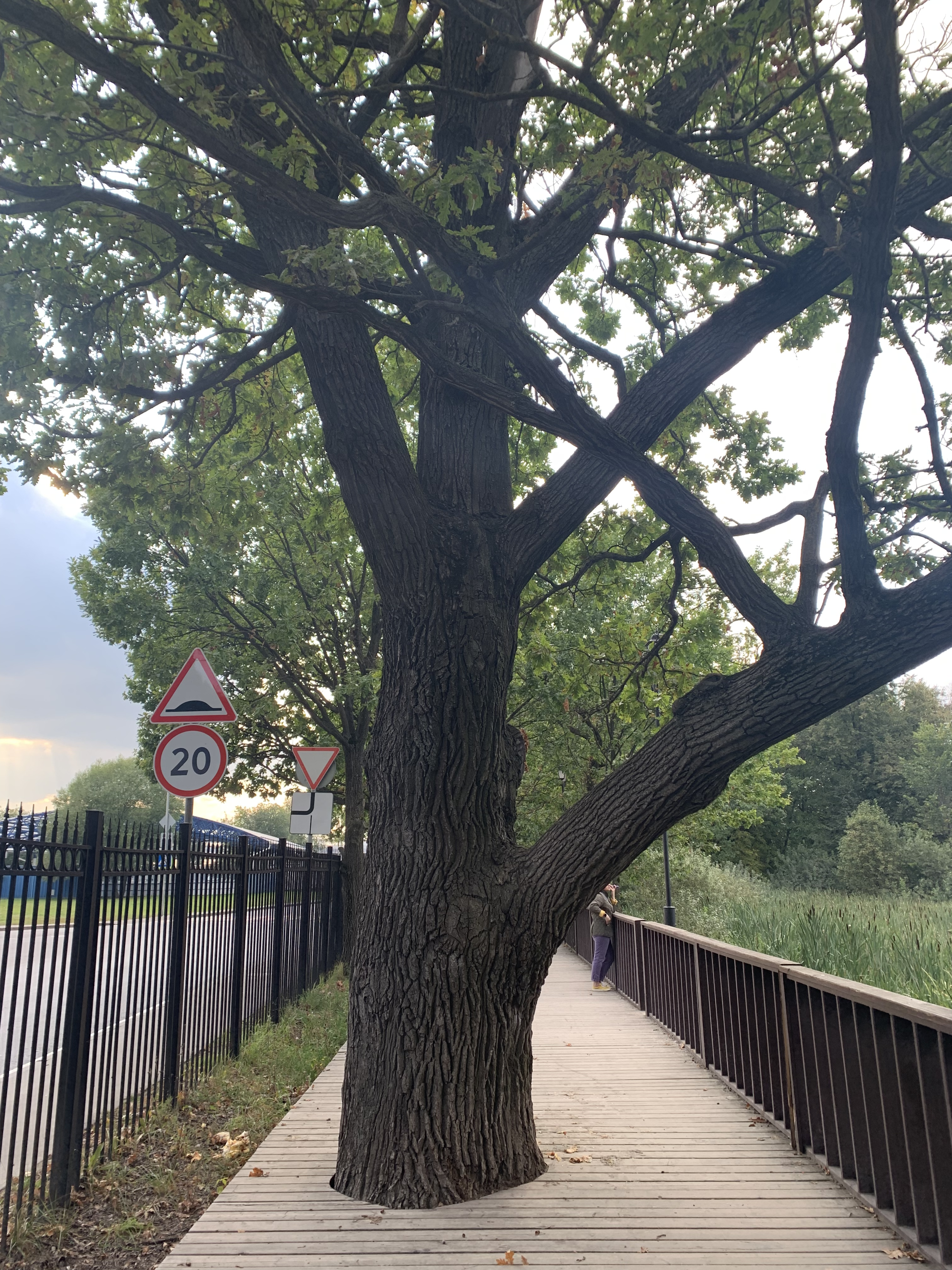
«Дуб Штирлица», показан в фильме «Семнадцать мгновений весны»
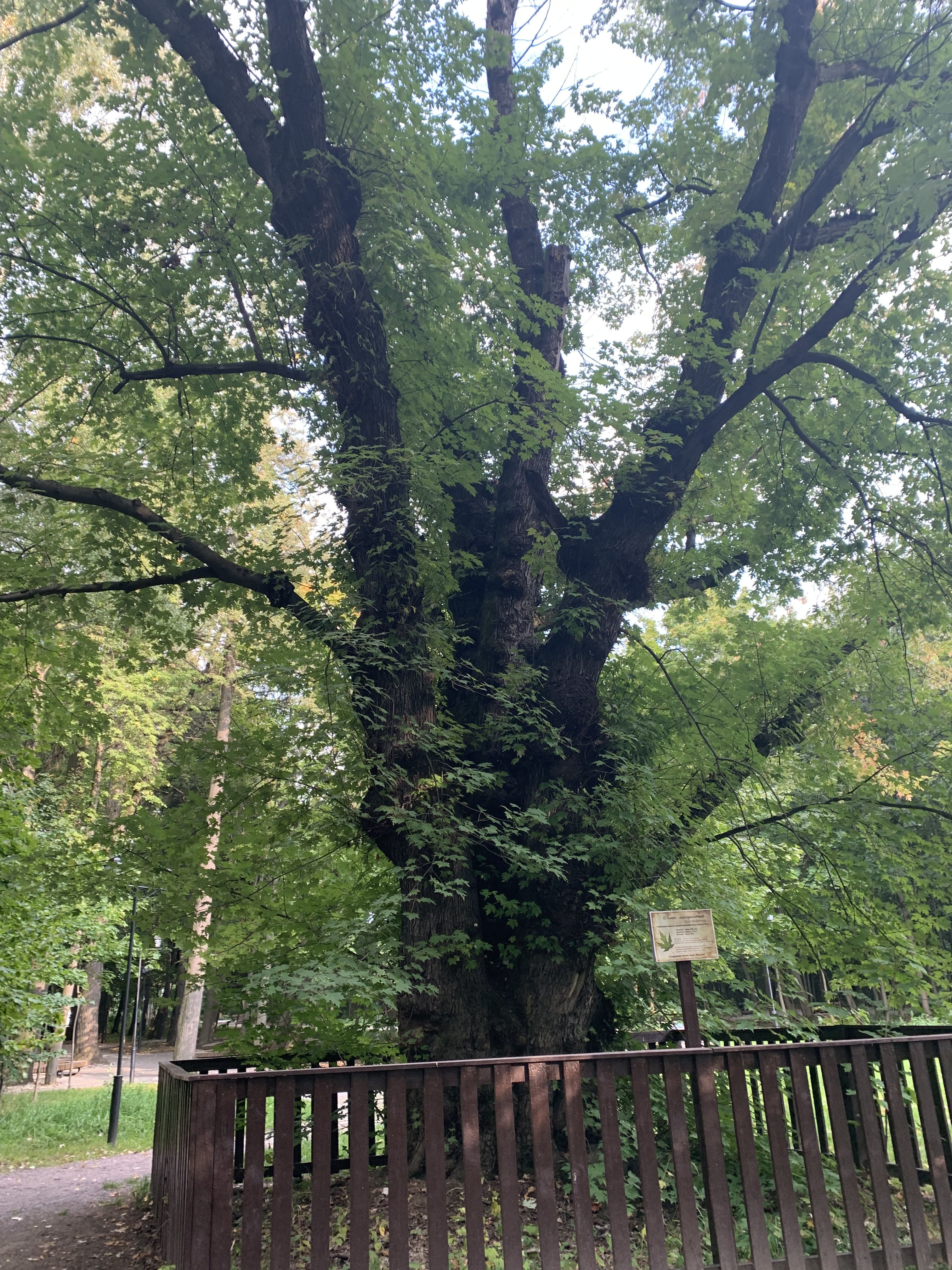
Клён сахаристый, возраст 250 лет
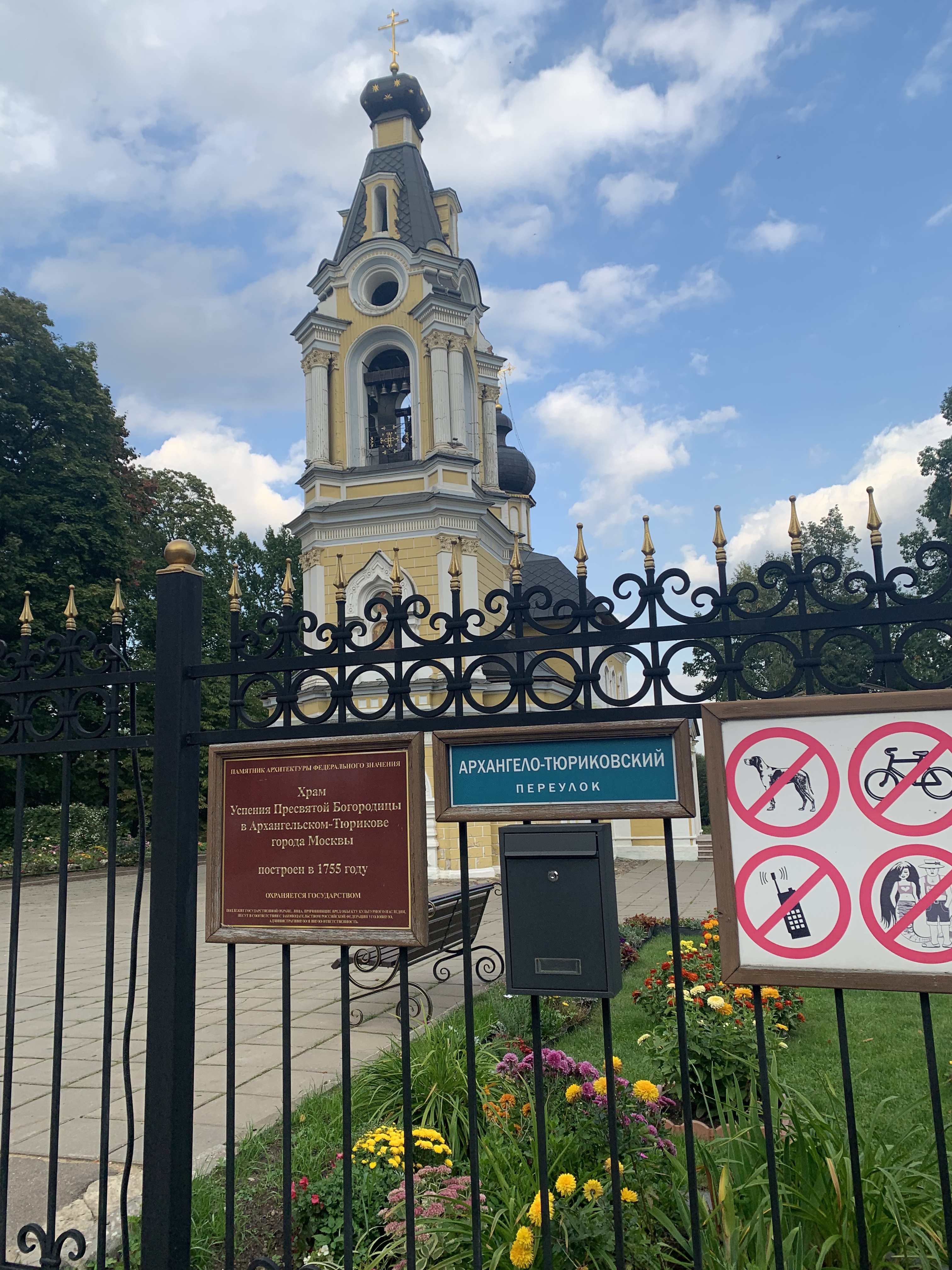
Храм Успения после масштабной реконструкции парка и усадьбы
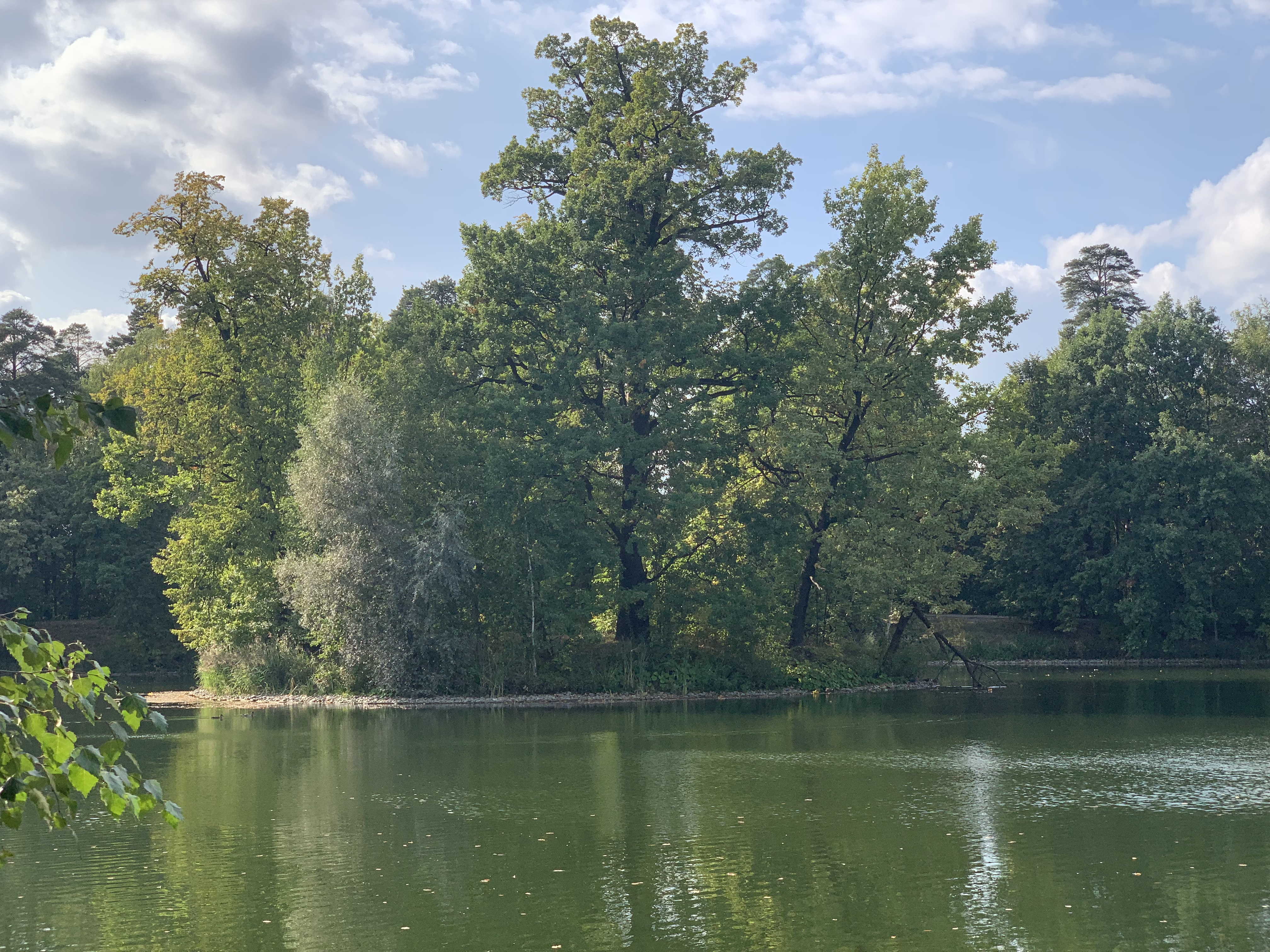
Озеро и остров в парке усадьбы